# Triora
Triora är en ort och kommun i provinsen Imperia i regionen Ligurien i Italien. Kommunen hade 364 invånare (2018).